# Talsperre Wolfersgrün
Die Talsperre Wolfersgrün ist eine kleine Talsperre in der Nähe vom Kirchberger Ortsteil Wolfersgrün südlich von Zwickau in Sachsen. 
Sie wurde 1951–1954 für die Trinkwasserversorgung des Raumes Zwickau gebaut und war eigentlich als Vorsperre einer größeren Talsperre gedacht, die nie gebaut wurde. Nach der Einstellung der Trinkwasserentnahme im Jahr 1998 dient sie noch in geringem Maße dem Hochwasserschutz.
Das Absperrbauwerk ist ein Erdschüttdamm mit einer Kerndichtung aus Lehm. 
Die gestauten Gewässer sind das Crinitzer Wasser und das Hirschfelder Wasser.